# ひれ酒

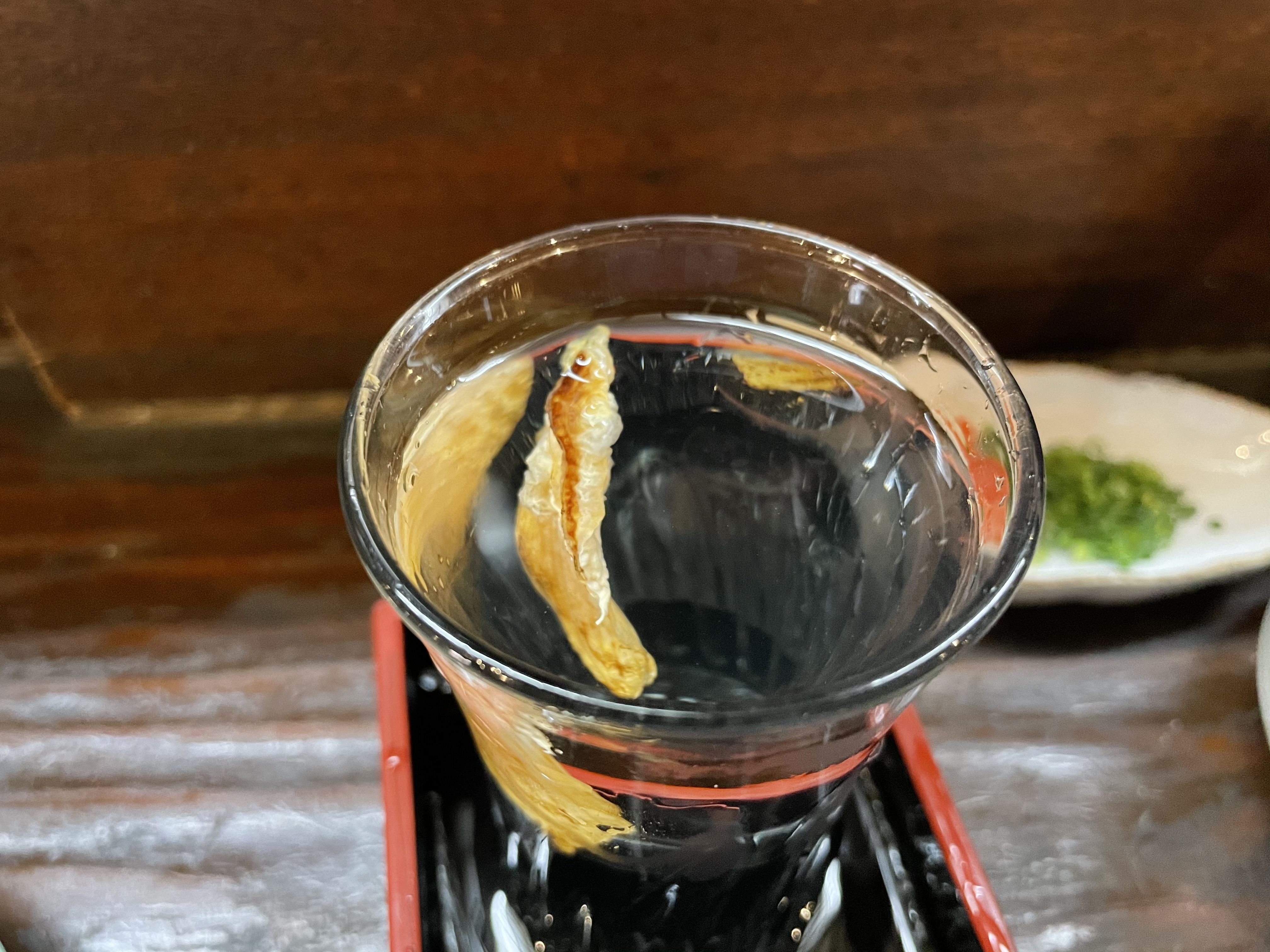
ふぐのひれ酒

ひれ酒（鰭酒、ひれざけ）は、日本酒の飲み方のひとつ。フグや鯛、鰹など食用魚の鰭（ひれ）をあぶり焼いて、燗酒に入れたものである。
冬の季語。
最初に切り落とした鰭を干し、強火で飴色にあぶり、コップなどに入れ、これに熱燗の酒を注ぐ。蓋などをして鰭の香味が酒に移るのを待って飲む。掻き混ぜても琥珀色に透き通るのが特徴である。酒に火を点じるという飲み方もある。
フグのひれ酒が代表的で、フグの本場である山口県下関市とその周辺では多くの酒造会社がひれ酒を製造・販売している。
かつて三増酒のような品質の悪い日本酒が幅を利かせていた時代、鰭は「二級酒を特級酒に変えてくれる」と評され、安い酒を美味しく飲む手段として定着した。日本酒の品質が向上した現在でも、ひれ酒は独特のコクと風味で根強い人気を持つ。